# Nón tơi
Le nón tơi (chinois : 簑笠, thoa lạp ; littéralement «chapeau de feuilles» 𥶄哉 en vietnamien) ou nón chằm lá ("chapeau de greffe de feuilles") est un chapeau caractéristique du Viêt Nam. Il s'agit d'un chapeau conique réalisé en feuilles de latanier. Il est très largement utilisé dans les campagnes comme protection contre le soleil ou la pluie, notamment par les agriculteurs travaillant dans les rizières. Il n'est pas seulement utilisé au Viêt Nam, mais également au Cambodge ou au Laos et a des homologues en Indonésie, en Chine, au Japon…
Le nón tơi (d'origine paysanne) associé à l'áo dài (d'origine monarchique) est aujourd'hui emblématique de l'élégance féminine vietnamienne.

## Histoire
Le chapeau conique est apparu au XIIIe siècle, sous la dynastie Trần.
Depuis l'Antiquité, en raison du climat tropical de mousson, on assemblait des feuilles pour fabriquer des protections pour la tête. Peu à peu, le chapeau conique devient un élément nécessaire dans la vie quotidienne. 
Au Vietnam, il existe des villages traditionnels de fabrication de chapeaux tels que le village de Đồng Di (Phú Vang), Dạ Lê (Hương Thủy), Trường Giang (Nông Cống), en particulier les villages de Phủ Cam (Huế) et Chuông (Thanh Oai-Hà Nội)

## Fabrication
Les chapeaux sont tissés avec différents types de feuilles telles que des feuilles de palmier, des feuilles tombantes, de la paille, du bambou, etc. Les chapeaux possèdent généralement des courroies en tissu doux, en velours ou en soie, à attacher sous le menton.
Les nón tơi sont généralement coniques, mais il en existe également des larges et plats. 
Pour fabriquer un chapeau conique, il faut aplatir chaque feuille, puis couper la diagonale supérieure sur le dessus. On enfile ensuite environ 24-25 feuilles pendant un tour, puis on les dispose uniformément sur le moule. Les feuilles du cône sont minces et facilement endommagées par de fortes pluies, de sorte qu'on insère des gaines de bambou séchée entre les deux couches de feuilles afin de rendre le cône à la fois dur et durable.

Après avoir été formé, le chapeau est enduit de vernis pour augmenter la durabilité et l'esthétique. Une ouverture est pratiquée des 2 côtés pour les courroies.

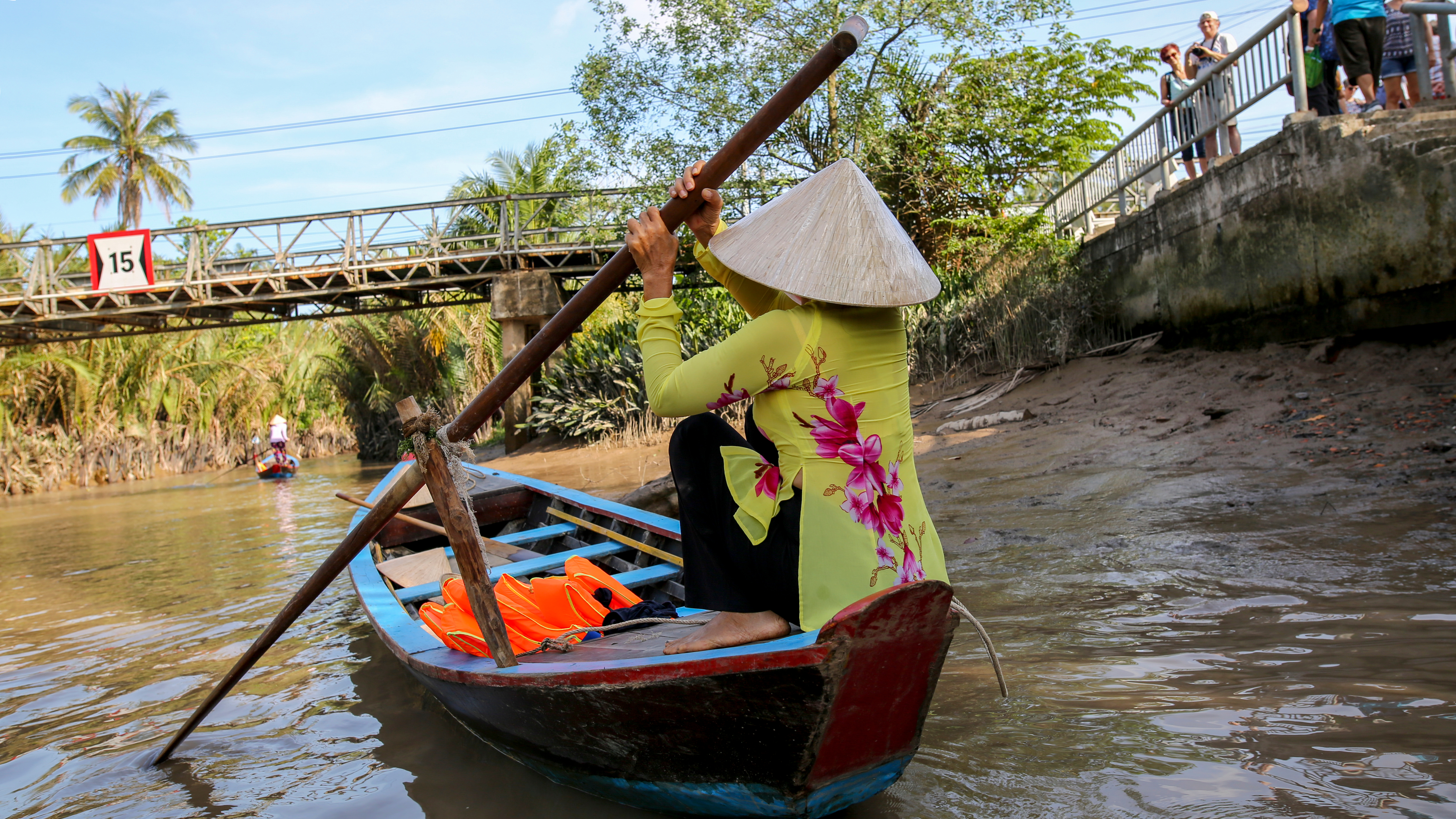
Femme vietnamienne en barque.